# Diamysis pusilla
Diamysis pusilla är en kräftdjursart som först beskrevs av Georg Ossian Sars 1907.  Diamysis pusilla ingår i släktet Diamysis och familjen Mysidae. Inga underarter finns listade i Catalogue of Life.